# فيليبي لوبيز
فيليبي لوبيز (بالإسبانية: Felipe López Caballero)‏ (و. 1947 – م) هو صحفي، من كولومبيا.

## جوائز
حصل على جوائز منها:
- جائزة  ماريا مورس كابوت [الإنجليزية]‏ (1989).